# Laphria benardi
Laphria benardi là một loài ruồi trong họ Asilidae. Laphria benardi được Villeneuve miêu tả năm 1911.